# Miki Shibuya
Miki Shibuya (jap. 渋谷 幹 Shibuya Miki; ur. 15 maja 1940 na Hokkaido) – japoński biathlonista. W 1966 roku wystąpił na mistrzostwach świata w Garmisch-Partenkirchen, gdzie zajął 36. miejsce w biegu indywidualnym. Najlepsze wyniki osiągnął podczas mistrzostw świata w Zakopanem w 1969 roku, gdzie był piąty w biegu indywidualnym i siódmy w sztafecie. Był też między innymi jedenasty w biegu indywidualnym na mistrzostwach świata w Hämeenlinna w 1971 roku oraz piąty w sztafecie na rozgrywanych dwa lata później mistrzostwach świata w Lake Placid. W 1968 roku wystartował na igrzyskach olimpijskich w Grenoble, zajmując 28. miejsce w biegu indywidualnym i trzynaste w sztafecie. Brał także udział w igrzyskach Sapporo w 1972 roku, plasując się na 17. pozycji biegu indywidualnym i ósmej w sztafecie. Nigdy nie wystartował w zawodach Pucharu Świata.

## Osiągnięcia

### Igrzyska olimpijskie
| Rok  | Miejscowość | Konkurencje | Konkurencje | Konkurencje | Konkurencje | Konkurencje | Konkurencje | Konkurencje |
| Rok  | Miejscowość | IN          | SP          | PU          | MS          | RL          | MR          | SR          |
| ---- | ----------- | ----------- | ----------- | ----------- | ----------- | ----------- | ----------- | ----------- |
| 1968 | Grenoble    | 28.         | nd.         | nd.         | nd.         | 13.         | nd.         | –           |
| 1972 | Sapporo     | 17.         | nd.         | nd.         | nd.         | 8.          | nd.         | –           |

### Mistrzostwa świata
| Rok  | Miejscowość            | Konkurencje | Konkurencje | Konkurencje | Konkurencje | Konkurencje | Konkurencje | Konkurencje |
| Rok  | Miejscowość            | IN          | SP          | PU          | MS          | RL          | MR          | SR          |
| ---- | ---------------------- | ----------- | ----------- | ----------- | ----------- | ----------- | ----------- | ----------- |
| 1966 | Garmisch-Partenkirchen | 36.         | nd.         | nd.         | nd.         | –           | nd.         | –           |
| 1967 | Altenberg              | 30.         | nd.         | nd.         | nd.         | 9.          | nd.         | –           |
| 1969 | Zakopane               | 5.          | nd.         | nd.         | nd.         | 7.          | nd.         | –           |
| 1970 | Östersund              | 14.         | nd.         | nd.         | nd.         | 7.          | nd.         | –           |
| 1971 | Hämeenlinna            | 11.         | nd.         | nd.         | nd.         | 8.          | nd.         | –           |
| 1973 | Lake Placid            | –           | nd.         | nd.         | nd.         | 5.          | nd.         | –           |
| 1974 | Mińsk                  | –           | nd.         | nd.         | nd.         | 12.         | nd.         | –           |